# Валюр

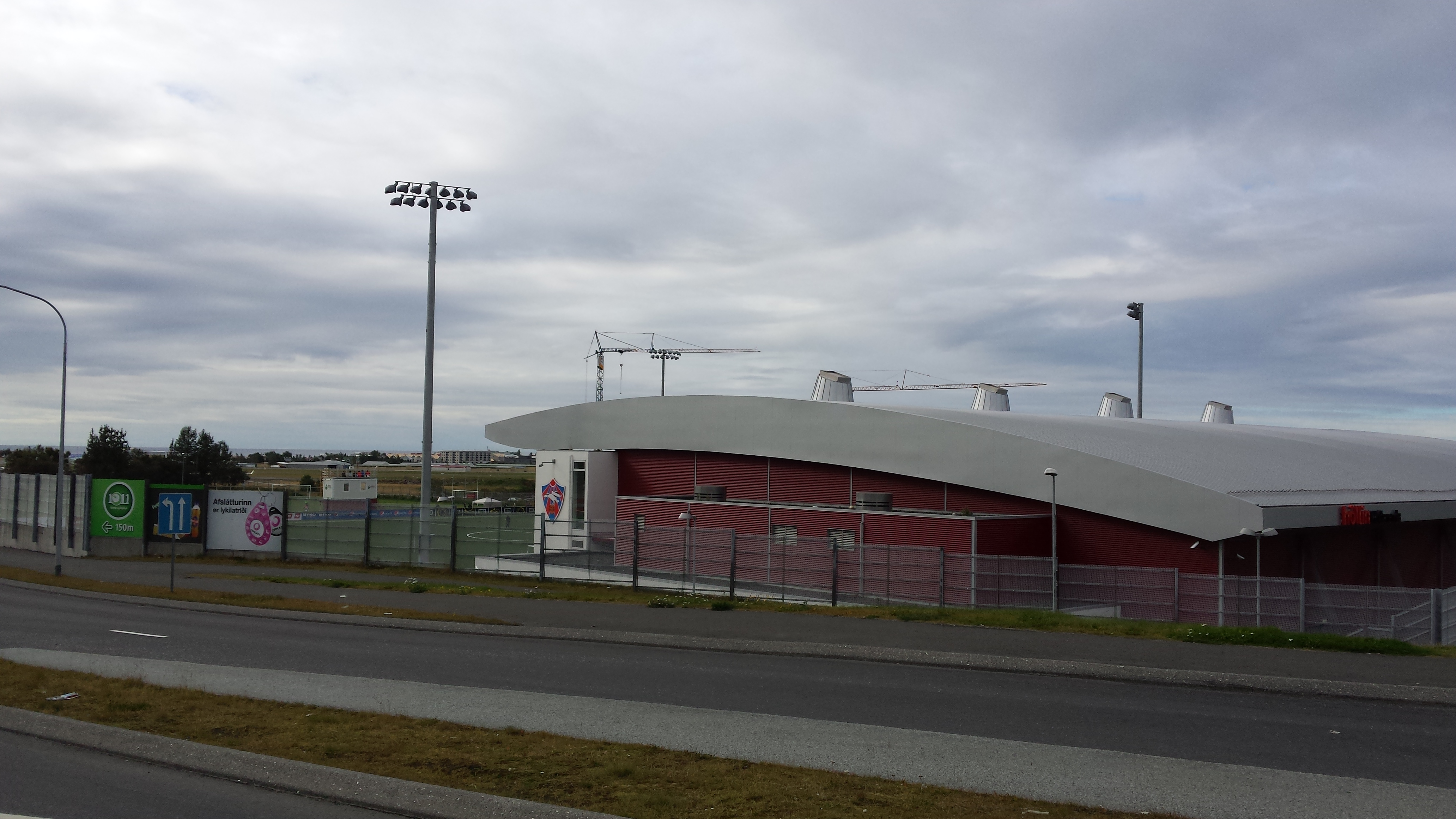
Домашний стадион команды арена «Водафонвёллурин»

«Валюр» (исл. Knattspyrnudeild Vals) — исландский футбольный клуб из столицы страны Рейкьявика. Основан 11 мая 1911 года. Домашние матчи проводит на стадионе «Ориго вётлюр» общей вместительностью 2465 зрителей. После «Рейкьявика» является вторым клубом Исландии по количеству национальных трофеев (23 победы в чемпионате и 11 в Кубке Исландии).

## История клуба

### Начало
Спортивный клуб «Валюр» был основан 11 мая 1911 года в столице страны Рейкьявике по инициативе энтузиастов из волонтёрской организации «KFUM» (исл. Kristileg félög Ungra Мanna, в дословном переводе «Христианская ассоциация молодых людей»), созданной в 1908 году. Основоположником организации был местный священник Фридрик Фридрикссон.
Клуб расположен недалеко от центра города, в восточной части Рейкьявика, на бывшем сельскохозяйственном угодье Хлидаренди, откуда по старинному преданию вышел родом легендарный исландский Годи (вождь, воин) Гуннар Хамундарсон из древнеисландской «Саги о Ньяле».
Изначально команда задумывалась исключительно для игры в футбол, но позднее в состав общества добавились секции по другим видам спорта, пользовавшиеся наибольшей популярностью в стране. Клуб получил имя «Fótboltafélag KFUM» (в дословном переводе «Футбольная ассоциация KFUM»).
В 1915 году клуб впервые принял участие в чемпионате Исландии по футболу, высшем дивизионе страны, наряду с другими столичными клубами «КР» и «Фрамом». Команда заняла последнее место, проиграв два матча из двух.
В 1918 году команда объединилась с другим столичным клубом «Voeringjar».
В 1919 году произошло любопытное событие, значительно повлиявшее на судьбу клуба. Однажды прохладным летним вечером игроки команды тренировались на гравийном стадионе «Ироттавёллурин Мелунум» в Рейкьявике (позднее на этом месте будет построена многофункциональная спортивная арена «Мелавёллурин»), как вдруг заметили в небе пролетавшего сокола, парившего над ними. Потрясённые увиденным, игроки решили назвать команду «Valur», что в переводе с исландского означает «Кречет», поскольку кречет является одной из национальных птиц острова.
Клубная структура постепенно видоизменялась в 1920-е годы.
В 1926 году создаётся логотип клуба, который практически не менялся с тех пор: красные и голубые лучи солнца, отражающие клубные цвета, освещают собой символ клуба сокола с распростёртыми крыльями, держащего в своих когтях футбольный мяч с названием команды.
В том же году руководство клуба принимает решение построить собственный стадион, поскольку существующую арену «Ироттавёллурин Мелунум» команде приходилось делить с другими столичными командами «Фрамом» и «КР». Место для нового стадиона было найдено на холме Оскьюхлид, находящийся недалеко от современного аэропорта Рейкьявика.
17 июня 1926 года спортивная арена «Мелавёллурин» была введена в эксплуатацию. Помимо футбола на стадионе проводились соревнования по самым разным видам спорта, пользующиеся наибольшей популярностью в Исландии.
В 1930 году «Валюр» выиграл свой первый чемпионский титул, ставший первым национальным трофеем клуба. Команда одержала победу в четырёх матчах их четырёх, на два очка опередив ближайшего соперника из «КР». С тех пор «Валюр» неизменно занимал одно из первых мест в первенстве, став одной из лучших команд чемпионата.
В 1939 году клуб приобрёл в собственность участок земли в Хлидаренди, где на тот момент располагался стадион команды. Отныне эта территория принадлежала клубу, а на самом земельном участке в настоящее время находится клубный стадион «Водафонвёллурин», на котором команда проводит домашние матчи в чемпионате и еврокубках. Помимо футбольного поля клуб располагает крытым манежем для игры при любых погодных условиях.
В сезонах 1933, 1935, 1936, 1937, 1938 и 1940 годов команда неизменно брала титул чемпиона. В сезоне 1942 года «Валюр» впервые сыграл «золотой матч» за чемпионский трофей, поскольку набрал одинаковое количество очков с клубом «Фрам». По итогам двухматчевого поединка победу одержал «Фрам».
В 1943 году «Валюр» вернул звание чемпиона. В послевоенный период клуб окончательно утвердит за собой статус гегемона футбольного первенства, неизменно становясь чемпионом и ни разу не опускаясь ниже третьей строчки в турнирной таблице.
Лишь в сезонах 1950, 1952, 1954, 1959, 1960, 1964, 1965, 1969 и 1970-го годов команда займёт места за чертой призовой тройки.
В начале 1970-х годов у команды произошёл игровой спад. Три сезона подряд, с 1970-го по 1972-й год «Валюр» занимает пятую строчку, самое низкое место для команды за всю историю.

### Расцвет
В июле 1973 года команду возглавил советский футбольный тренер Юрий Ильичев, до этого тренировавший национальную сборную Ирака. Советский специалист привнёс в команду новую методику игры, в результате чего выступление клуба в чемпионате значительно улучшилось: уже в первом сезоне под руководством нового наставника команда заняла второе место и пробилась в Кубок УЕФА.
В первом раунде кубка УЕФА команда с минимальным счётом уступила североирландскому клубу «Портадаун» (0:0 дома и 1:2 в гостях).
После поражения от североирландцев Ильичев покинул свой пост. Однако после его ухода результаты и игра команды пошли на спад: в сезонах 1974 и 1975 «Валюр» занимал лишь третье место.
В июле 1976 года Ильичев вернулся к команде. В своём первом же сезоне после возвращения в клуб «Валюр» сходу стала чемпионом лиги, опередив столичный «Фрам» на одно очко. Команда потерпела лишь одно поражение в сезоне, а по разнице забитых/пропущенных мячей имела лучший показатель: 45 — 14.
В чемпионском сезоне сразу три игрока команды Инги Бьорн Альбертссон, Херманн Гуннарссон и Гудмундур Торбьорнссон стали лучшими бомбардирами чемпионата.
Форвард клуба Инги Бьорн Альбертссон четыре сезона подряд (с 1976 по 1979-й) становился лучшим бомбардиром команды.
В Кубке европейских чемпионов сезона 1977/78 команде вновь достался представитель Северной Ирландии: на сей раз клуб «Гленторан» из Белфаста. В первом раунде одержав минимальную победу в родных стенах 1:0 (гол на счету Магнуса Бергса), тем не менее, в ответной встрече «Валюр» не удержал добытого преимущества и уступил 0:2.
В сезоне 1977 года команда уступила чемпионское звание клубу «ИА» из Акранеса, на один балл отстав от конкурента.
Как действующий победитель национального кубка «Валюр» отправился в турнир под названием Кубок обладателей кубков УЕФА, соревнование, разыгрываемое среди обладателей национальных кубков европейских футбольных первенств.
В Кубке кубков сезона 1978/79 команда встретилась с одним из самых грозных соперников на тот момент в футбольной Европе: клубом «Магдебург» из ГДР. Несмотря на безоговорочную разницу в классе между командами, «Валюр» оказал более чем достойное сопротивление явному фавориту. В домашнем матче исландцы сыграли в результативную вничью с коллективом из Восточной Германии — 1:1, что, несомненно, стало большим успехом для клуба, учитывая разницу в классе. Лишь в ответной игре на «Эрнст-Грубе-Штадион» немцы добились итоговой победы, реализовав преимущество в мастерстве — 4:0.
В июне 1978 года Юрий Ильичев покинул команду, чтобы возглавить другой столичный клуб «Викингур». В том же году Ильичев возглавит сборную Исландии, став первым и единственным советским и российским тренером, возглавлявшим национальную сборную Исландии. В 1979 году специалист покинет сборную и клуб.
Сезон 1978 года стал уникальным в истории клуба и всего исландского чемпионата. Впервые в истории исландского футбола местная команда закончила сезон с единственной осечкой по ходу всего турнира, и этим клубом стал «Валюр». Из 18 матчей чемпионата команда одержала 17 побед и лишь раз потеряла очки, сведя одну встречу вничью. «Валюру» удалось улучшить рекорд клуба «Кеблавик» сезона 1973 года, когда команда закончила сезон с двумя ничьими. Только спустя 36 лет команда «Стьярнан» повторит достижение клуба, не потерпев ни одного поражения за весь сезон. Однако полностью повторить уникальное достижение «Стьярнан» не смог, поскольку семь раз терял очки по ходу сезона. На сегодняшний день достижение «Валюра» в сезоне 1978 года не смогла повторить ни одна из команд чемпионата Исландии.
Также «Валюр» стал первый исландским клубом, победившим в еврокубковом турнире. На второй год участия в еврокубках, в сезоне 1967/68 самого престижного клубного турнира Европы — Кубка европейских чемпионов, «Валюр» одержал победу по итогам двухматчевого противостояния с клубом «Женесс» из Люксембурга. Сыграв вничью на национальном стадионе «Лаугардалсвёллур» 1:1, на выезде команды также закончили с ничейным результатом 3:3, однако по правилу выездного года дальше прошли исландцы. Три мяча из четырёх записал на свой счёт нападающий клуба Херманн Гуннарссон. Но уже в следующем раунде жребий оказался безжалостен к «Валюру»: в соперники команде выпал именитый венгерский клуб «Вашаш» из Будапешта. Борьбы с венгерским коллективом не получилось: уступив с унизительным счётом 1:11, «Валюр» закончил выступление в еврокубках. Единственный гол в ворота венгров провёл все тот же Херманн Гуннарссон.
Если во внутреннем первенстве «Валюр» по-прежнему не имел себе равных, то на европейской арене команда надолго распрощалась со вкусом побед. Лишь спустя 26 лет, в сезоне 1993/94 клуб праздновал успех в еврокубковом турнире: по итогам двух встреч была пройдена финская «МюПа-47». В предварительном раунде Кубка кубков «Валюр» добился двух побед над финским коллективом: 3:1 дома и 1:0 в гостях. По два мяча забили форварды Энтони Карл Грегори и Дади Ларуссон. В следующем раунде в соперники команде достался легендарный шотландский «Абердин». Уступив с разгромным счётом 0:7, команда завершила выступление в турнире.

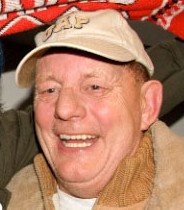
Легенда команды Херманн Гуннарссон, выступавший за клуб в 1960-е и 1970-е годы

Сезон 1986 «Валюр» закончил вровень с конкурентом, набрав одинаковое количество очков по окончании сезона — 38, но проиграв в очной встрече, уступил чемпионский титул «Фраму».
В сезоне 1987 года команда вернула чемпионское звание. Потерпев лишь одно поражение за весь сезон, команда набрала 37 баллов, на пять опередив прошлогоднего чемпиона.
Последнее участие клуба в Кубке европейских чемпионов прошло удачно, несмотря на итоговое поражение. В первом раунде «Валюр» сенсационно обыграл в родных стенах французский «Монако» 1:0. Гол на счету полузащитника Этли Эдвальдссона. Однако удержать достигнутого преимущества команда не смогла и уступила сопернику на легендарном стадионе «Луи II» со счётом 0:2.
Чемпионство 1987 года стало последним для клуба в прежнем составе. Лишь спустя 20 лет «Валюр» вернёт чемпионский титул, став первым по итогам сезона 2007.
После вылета команды из Кубка обладателей кубков в сезоне 1993/94, «золотая эпоха» клуба в чемпионате также подошла к концу. Команда надолго прекратила выступление в еврокубках.

### Упадок

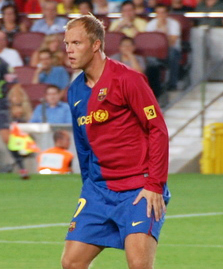
Воспитанник клуба Эйдур Гудьонсен в матче за «Барселону» (2008 год)

В сезоне 1999 «Валюр» впервые в своей истории покинул чемпионат высшей исландской лиги. Ещё ни разу команда не вылетала по итогам сезона, неизменно участвуя в розыгрыше каждого чемпионата.
Сезон 2000 года «Валюр» дебютировал в Первом дивизионе, второй по значимости футбольной лиге Исландии. Благо надолго в низшем дивизионе столь славный клуб не задержался и совместно с клубом «ФХ» в своём первом же сезоне в низшей лиге вернулся в элитный дивизион.
Однако возвращение вышло провальным: заняв предпоследнее место, команда снова вылетела в Первую лигу.
В 2002 году «Валюр» выигрывает Первый дивизион и вместе с клубом «Троттюр» возвращается в чемпионат высшей лиги.
Сезон 2003 команда вновь провалила: заняв последнее место, «Валюр» вернулся в Первый дивизион. Любопытно, что компанию по вылету клубу составил все тот же «Троттюр», с кем «Валюр» поднимался в высшую лигу в прошлом сезоне.
Примечателен факт, что и следующий сезон 2004 года в низшей лиге команда поднималась в элитную пульку совместно с тем же клубом «Троттюр», поделив с земляками из Рейкьявика первые два места турнира.
На этом дороги двух столичных команд разошлись. Сезон 2005 «Валюр» сенсационно закончил на втором месте, став серебряным призёром чемпионата, а «Троттюр» в очередной раз отправился покорять просторы низших футбольных лиг Исландии.
В 2007 году «Валюр» выиграл свой двадцатый, юбилейный чемпионский титул. Команда набрала 38 очков, на один балл опередив «ФХ», ставшего в итоге вторым. Нападающий клуба Хельги Сигурдссон с 13 забитыми мячами стал лучшим бомбардиром команды в сезоне.
Новый сезон в самом престижном клубном турнире Европы, получившим название Лига чемпионов УЕФА, «Валюр» снова начинал с первого раунда квалификации ввиду невысокого рейтинга чемпионата Исландии. В соперники команде впервые достался клуб из постсоветского пространства — белорусский «БАТЭ» из города Борисов.
15 июля 2008 года в рамках первого отборочного раунда на стадионе в Борисове «Валюр» уступил хозяевам со счётом 0:2. 23 июля команда провела свой первый еврокубковый матч на домашнем стадионе «Водафонвёллурин». Однако ответная игра завершилась, ещё не успев начаться: гол Игоря Стасевича на первой минуте стал самым быстром голом турнира. В оставшееся время команды, по сути, доигрывали встречу: общий счёт 0:3 подытожил выступление клуба в турнире. Примечателен факт, что соперник «Валюра» в том розыгрыше Лиги чемпионов проведёт свой самый успешный сезон в еврокубках, впервые в истории белорусского футбола выйдя в групповой этап Лиги чемпионов.
2000-е годы стали не самым лучшим временем для команды, учитывая легендарную историю клуба. Команда лишь в 2007 году выиграла чемпионский титул, следующий титул последовал лишь спустя 10 лет. Если выступление в чемпионате с 1989 года обычно оставляло желать лучшего, то в кубках дела у клуба шли лучше: ведь после первой победы в национальном кубке 1965 года команда закрепила за собой звание главного кубкового бойца острова, исправно добиваясь успеха в турнирах, 11 раз побеждала в национальном кубке, 4 — в Кубке лиги, 11 — в Суперкубке. По числу завоёванных трофеев клуб является вторым в стране, немного уступая лишь извечным соперникам из «Рейкьявика».

### Женская секция
Успехи клуба в 1970-е годы поспособствовали возникновению женской секции. В этот период женская команда «Валюр» вошла в чемпионат Исландии среди женщин. В 1978 году команда стала победителем чемпионата, на первый же год участия в турнире. С тех пор команда почти неизменно занимает места в призовой тройке, являясь одним из сильнейших женских футбольных клубов в стране (14 побед в чемпионате и 13 в кубке). В сезоне 2005/06 женская команда впервые в истории исландского женского футбола вышла в раунд плей-офф женской Лиги чемпионов. В 1/4 турнира команда уступила немецкой «Турбине» из Потсдама 2:19. Примечательно, что потом с мая по июль 2006 года в команде играла чемпионка мира по футболу немка Виола Одебрехт, выступавшая за «Турбине» семь лет.

### Другие виды спорта
Помимо футбола, клуб представлен во всех видах спорта, наиболее популярных в стране. «Валюр» имеет отделения в баскетболе, волейболе и гандболе. Наиболее титулованным клубом является гандбольная команда «Валюр»: на счету команды рекордные 24 победы в чемпионате и 12 в кубке.

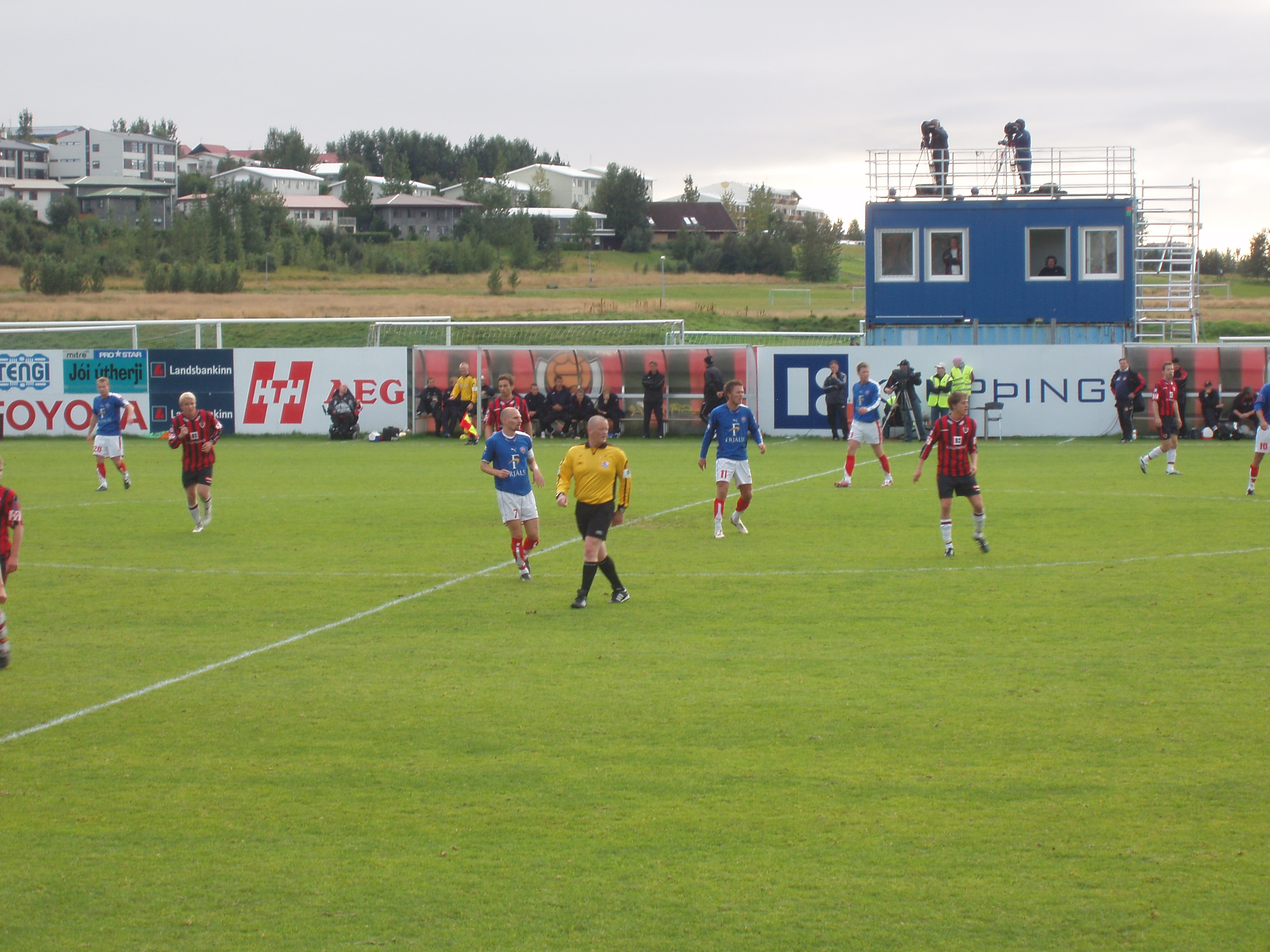
Гостевой матч команды против клуба «Викингур» (август 2007)

В 1980 году гандбольный «Валюр» вышел в финал Лиги чемпионов ЕГФ, самого престижного турнира среди гандбольных команд Европы. «Валюр» стал первым клубом Исландии, вышедшим в финал этого турнира. Там команда уступила немецкому «Гроссвальстадту» 12:21.
Женский гандбольный «Валюр» несколько менее титулован, чем мужской. В послужном списке команды 19 побед в чемпионате и 8 в кубке.
С 1970 года баскетбольная секция клуба принимает участие в баскетбольной Премьер лиге. На счету команды три победы в чемпионате: в сезона 1979/80, 1982/83 и 2021/22.
Женский баскетбольный клуб также выступает в Премьер лиге.
Футбольная команда «Валюр» является системообразующим звеном клуба, невзирая на успехи гандбольной команды. Клуб имеет наибольшее число поклонников в Исландии, примерно 135 000 человек, почти половину населения острова.

## Достижения клуба
- Премьер Лига[1]:
  - Победитель (23): 1930, 1933, 1935, 1936, 1937, 1938, 1940, 1942, 1943, 1944, 1945, 1956, 1966, 1967, 1976, 1978, 1980, 1985, 1987, 2007, 2017, 2018, 2020
  - Вице-чемпион (18): 1927, 1928, 1929, 1931, 1932, 1934, 1941, 1947, 1951, 1953, 1962, 1973, 1977, 1984, 1986, 1988, 2005, 2023
- Кубок Исландии[2]:
  - Победитель (11): 1965, 1974, 1976, 1977, 1988, 1990, 1991, 1992, 2005, 2015, 2016
  - Финалист (3): 1966, 1978, 1979
- Кубок исландской лиги[3]:
  - Победитель (4): 2008, 2011, 2018, 2023
  - Финалист (5): 1997, 1998, 2000, 2007, 2013
- Суперкубок Исландии[4]:
  - Победитель (11): 1977, 1979, 1988, 1991, 1992, 1993, 2006, 2008, 2016, 2017, 2018

## Статистика выступлений с 2000 года
| Сезон | Ранг | Турнир          | Место | И  | В  | Н | П  | ГЗ | ГП | РГ  | Очки | Кубок      | Исход |
| ----- | ---- | --------------- | ----- | -- | -- | - | -- | -- | -- | --- | ---- | ---------- | ----- |
| 2000  | 2    | Первый дивизион | 2     | 18 | 10 | 4 | 4  | 43 | 20 | +23 | 34   | 1/4 финала |       |
| 2001  | 1    | Премьер лига    | 9     | 18 | 5  | 4 | 9  | 19 | 26 | -7  | 19   | 4-й раунд  |       |
| 2002  | 2    | Первый дивизион | 1     | 18 | 12 | 3 | 3  | 34 | 12 | +22 | 39   | 4-й раунд  |       |
| 2003  | 1    | Премьер лига    | 10    | 18 | 6  | 2 | 10 | 24 | 33 | -9  | 20   | 1/4 финала |       |
| 2004  | 2    | Первый дивизион | 1     | 18 | 11 | 4 | 3  | 35 | 14 | +21 | 37   | 1/4 финала |       |
| 2005  | 1    | Премьер лига    | 2     | 18 | 10 | 2 | 6  | 29 | 16 | +13 | 32   | Победитель |       |
| 2006  | 1    | Премьер лига    | 3     | 18 | 7  | 8 | 3  | 27 | 18 | +9  | 29   | 1/4 финала |       |
| 2007  | 1    | Премьер лига    | 1     | 18 | 11 | 5 | 2  | 41 | 20 | +21 | 38   | 1/4 финала |       |
| 2008  | 1    | Премьер лига    | 5     | 22 | 11 | 2 | 9  | 34 | 28 | +6  | 35   | 4-й раунд  |       |
| 2009  | 1    | Премьер лига    | 8     | 22 | 7  | 4 | 11 | 26 | 43 | -17 | 25   | 1/4 финала |       |
| 2010  | 1    | Премьер лига    | 7     | 22 | 7  | 7 | 8  | 34 | 41 | -7  | 28   | 1/4 финала |       |
| 2011  | 1    | Премьер лига    | 5     | 22 | 10 | 6 | 6  | 28 | 23 | +5  | 36   | 4-й раунд  |       |
| 2012  | 1    | Премьер лига    | 8     | 22 | 9  | 1 | 12 | 34 | 34 | 0   | 28   | 4-й раунд  |       |
| 2013  | 1    | Премьер лига    | 5     | 22 | 8  | 9 | 5  | 45 | 31 | +14 | 33   | 3-й раунд  |       |
| 2014  | 1    | Премьер лига    | 5     | 22 | 8  | 4 | 10 | 31 | 36 | -5  | 28   | 4-й раунд  |       |
| 2015  | 1    | Премьер лига    | 5     | 22 | 9  | 6 | 7  | 38 | 31 | +7  | 33   | Победитель |       |
| 2016  | 1    | Премьер лига    | 5     | 22 | 10 | 5 | 7  | 41 | 28 | +13 | 35   | Победитель |       |
| 2017  | 1    | Премьер лига    | 1     | 22 | 15 | 5 | 2  | 43 | 20 | +23 | 50   | 1/8 финала |       |

## Тренеры клуба
- Гудмундур Петурссон (1930)
- Рейдар Соренсен (1933—1935)
- Мардо Макдугалл (1935—1937)
- Мардо Макдугалл и  Роберт Джек (1937—1938)
- Мардо Макдугалл (1938)
- Джо Девайн (1939), (1948)
- Херман Херманссон (1955)
- Оли Йонссон (1967—1968)
- Юрий Ильичев (Июль 1973 — Июнь 1974), (Июль 1976 — Июнь 1978)
- Гела Немеш (1978—1979)
- Волкер Хофферберт (1980)
- Клаус Хильбер (1982)
- Клаус Петер (1982—1983)
- Ян Росс (Январь 1984 — Декабрь 1987)
- Хьордур Хельгасон (Январь 1988 — Август 1989)
- Гудмундур Торбьорнссон (1989)
- Инги Бьорн Альбертссон (1990—1991)
- Кристин Бьорнссон (1992—1993)
- Сигурдур Дагссон (1996)
- Сигурдур Грейтарссон (1996)
- Кристин Бьорнссон (1997—1999)
- Якуб Пуришевич (2000—2001)
- Торлакур Арнасон (2002—2003)
- Ньялл Эйдссон (2004)
- Виллум Тор Торссон (Август 2005 — Июль 2009)
- Этли Эдвальдссон (Июль 2009 — Сентябрь 2009)
- Гуннлаугур Йонссон (Октябрь 2009 — Декабрь 2010)
- Кристиан Гудмундссон (Январь 2011 — Декабрь 2012)
- Магнус Гилфасон (Январь 2013 — Октябрь 2014)
- Олафур Йоханессон (Октябрь 2014 — 2019, 2022— н. в.)

## Выступления в еврокубках
| Сезон   | Турнир                      | Раунд                   | Соперник        | Дома | В гостях | Общий счёт |  |
| ------- | --------------------------- | ----------------------- | --------------- | ---- | -------- | ---------- |  |
| 1966/67 | Кубок обладателей кубков    | Предварительный раунд   | Стандард        | 1:1  | 1:8      | 2:9        |  |
| 1967/68 | Кубок европейских чемпионов | Первый отборочный раунд | Женесс (Эш)     | 1:1  | 3:3      | 4:4(г)     |  |
| 1967/68 | Кубок европейских чемпионов | Второй отборочный раунд | Вашаш           | 1:5  | 1:6      | 2:11       |  |
| 1968/69 | Кубок европейских чемпионов | Первый отборочный раунд | Бенфика         | 0:0  | 1:8      | 1:8        |  |
| 1969/70 | Кубок ярмарок               | Первый раунд            | Андерлехт       | 0:6  | 0:2      | 0:8        |  |
| 1974/75 | Кубок УЕФА                  | Первый раунд            | Портадаун       | 0:0  | 1:2      | 1:2        |  |
| 1975/76 | Кубок обладателей кубков    | Первый раунд            | Селтик          | 0:2  | 0:7      | 0:9        |  |
| 1977/78 | Кубок европейских чемпионов | Первый отборочный раунд | Гленторан       | 1:0  | 0:2      | 1:2        |  |
| 1978/79 | Кубок обладателей кубков    | Первый раунд            | Магдебург       | 1:1  | 0:4      | 1:5        |  |
| 1979/80 | Кубок европейских чемпионов | Первый отборочный раунд | Гамбург         | 0:3  | 1:2      | 1:5        |  |
| 1981/82 | Кубок европейских чемпионов | Первый отборочный раунд | Астон Вилла     | 0:2  | 0:5      | 0:7        |  |
| 1985/86 | Кубок УЕФА                  | Первый раунд            | Нант            | 2:1  | 0:3      | 2:4        |  |
| 1986/87 | Кубок европейских чемпионов | Первый отборочный раунд | Ювентус         | 0:4  | 0:7      | 0:11       |  |
| 1987/88 | Кубок УЕФА                  | Первый раунд            | Висмут Ауэ      | 1:1  | 0:0      | 1:1(г)     |  |
| 1988/89 | Кубок европейских чемпионов | Первый отборочный раунд | Монако          | 1:0  | 0:2      | 1:2        |  |
| 1989/90 | Кубок обладателей кубков    | Первый раунд            | Динамо (Берлин) | 1:2  | 1:2      | 2:4        |  |
| 1991/92 | Кубок обладателей кубков    | Первый раунд            | Сьон            | 0:1  | 1:1      | 1:2        |  |
| 1992/93 | Кубок обладателей кубков    | Первый раунд            | Боавишта        | 0:0  | 0:3      | 0:3        |  |
| 1993/94 | Кубок обладателей кубков    | Предварительный раунд   | МюПа-47         | 3:1  | 1:0      | 4:1        |  |
| 1993/94 | Кубок обладателей кубков    | Первый раунд            | Абердин         | 0:3  | 0:4      | 0:7        |  |
| 2006/07 | Кубок УЕФА                  | Первый отборочный раунд | Брондбю         | 0:0  | 1:3      | 1:3        |  |
| 2007    | Кубок Интертото             | Первый раунд            | Корк Сити       | 0:2  | 1:0      | 1:2        |  |
| 2008/09 | Лига чемпионов УЕФА         | Первый отборочный раунд | БАТЭ            | 0:1  | 0:2      | 0:3        |  |
| 2016/17 | Лига Европы УЕФА            | Первый отборочный раунд | Брондбю         | 1:4  | 0:6      | 1:10       |  |
| 2017/18 | Лига Европы УЕФА            | Первый отборочный раунд | Вентспилс       | 1:0  | 0:0      | 1:0        |  |
| 2017/18 | Лига Европы УЕФА            | Второй отборочный раунд | Домжале         | 1:2  | 2:3      | 3:5        |  |
| 2018/19 | Лига чемпионов УЕФА         | Первый отборочный раунд | Русенборг       | 1:0  | 1:3      | 2:3        |  |
| 2018/19 | Лига Европы УЕФА            | Второй отборочный раунд | Санта-Колома    | 3:0  | 0:1      | 3:1        |  |
| 2018/19 | Лига Европы УЕФА            | Третий отборочный раунд | Шериф           | 2:1  | 0:1      | 2:2(г)     |  |
| 2019/20 | Лига чемпионов УЕФА         | Первый отборочный раунд | Марибор         | 0:3  | 0:2      | 0:5        |  |
| 2019/20 | Лига Европы УЕФА            | Второй отборочный раунд | Лудогорец       | 1:1  | 0:4      | 1:5        |  |